# Scoliacma spilarcha
Scoliacma spilarcha là một loài bướm đêm thuộc phân họ Arctiinae, họ Erebidae.